# Cycloleucine
La cycloleucine est un acide α-aminé non protéinogène correspondant à un dérivé cyclique de la norleucine par perte de deux atomes d'hydrogène. Le carbone α n'est pas un centre stéréogène, de sorte que la cycloleucine n'est pas une molécule chirale.
La cycloleucine n'est pas métabolisable et constitue un inhibiteur spécifique et réversible du processus de méthylation des acides nucléiques (méthylation de l'ADN notamment) ; ceci en fait un outil couramment utilisé en biochimie.